# Церква Сан-П'єтро-ін-Мавіно
Церква Сан-П'єтро-ін-Мавіно (італ. Chiesa di San Pietro in Mavino) — католицька церква в італійській комуні Сірміоне у провінції Брешія в Ломбардії. Розташована в північній частині історичного центра міста, на пагорбі, який є найвищою точкою півострова Сірміоне (96 м над рівнем моря). Присвячена святому Петру.

## Історія
Церква святого Петра в Мавіно — найстаріша церква Сірміоне, вперше згадується в рукописі 756 року. Ще одна згадка датована 765 роком, коли лангобардський шляхтич Кунімунд, володар Сірміоне, заповів своє майно низці місцевих церков, у тому числі й церкві Сан-П'єтро-ін-Мавіно.
Первісна будівля церкви була зведена місцевими рибалками, ймовірно, на залишках стародавнього святилища. Будівля у романському стилі була прямокутною у плані із трьома апсидами. У XI столітті церкву ґрунтовно перебудували, а близько 1320 року значно розширили, що практично спотворило первісний вигляд споруди. У XV, XVII та XVIII століттях фасад церкви зазнав певних змін, зокрема, прорубали два додаткові вікна та новий вхідний портал. У 1980-х роках була проведена реконструкція церкви.
Щодо походження назви церкви — «у Мавіно» — є дві версії. За однією з них, назва походить від діалектного слова navino, зменшувальної форми слова nava, що означає рівне поле, оточене лісом. Інша версія припускає, що пагорб, на якому стоїть церква, за давньоримських часів був укритий виноградником, тому Mavino походить від латинського in summas vineas, що значить «виноградник на верхівці пагорба».

## Опис
Церква прямокутна у плані, однонавна, із трьома напівкруглими апсидами у вівтарній частині.
Чільний фасад тинькований, із трикутним фронтоном і двоскатним дахом, без оздоблення. На центральній осі розташовані головний портал із арковим завершенням і кругле вікно-роза під фронтоном, обабіч центральної осі симетрично розташовані ще два вікна з напівциркульним завершенням, ще одне прямокутне віконце розташоване ліворуч від головного порталу. Стіни церкви складені з різних матеріалів: озерної гальки, обтесаного каменю, кількох різновидів цегли, подекуди збереглася первісна кладка пізньої давньоримської доби. Дах дерев'яний.
Особливістю інтер'єру церкви Сан-П'єтро-ін-Мавіно є низка старовинних фресок XIII—XVI століть. Найстаріші з них розташовані в апсидах церкви і написані наприкінці XIII століття. Центральна фреска зображує Христа-Пантократора із Богоматір'ю, Іваном Хрестителем та янголами, у нижній частині — шість фігур святих, серед яких святий Яків та святий Павло. В апсиді праворуч на фресці зображені Розп'яття Христа, Богоматір та жінки, що моляться, в апсиді ліворуч зображені Мадонна з немовлям, поруч з якою — Марія Магдалина та Святий Антоній. Фрески на стіні ліворуч від входу зображують святих апостолів, зокрема, Святого Симона з сувоєм, на якому написано дату «1321» — рік реконструкції церкви. У каплиці, присвяченій загиблим воїнам, на тричастинній фресці намальовані святий архангел Михаїл, що вражає списом дракона або диявола, святий із книгою в руці та невідомий лицар-шляхтич.
З південного боку до церкви прилучається квадратна у плані дзвіниця із пірамідальним верхом, зведена в 1070 році і перебудована у XII і XIV століттях.

## Галерея

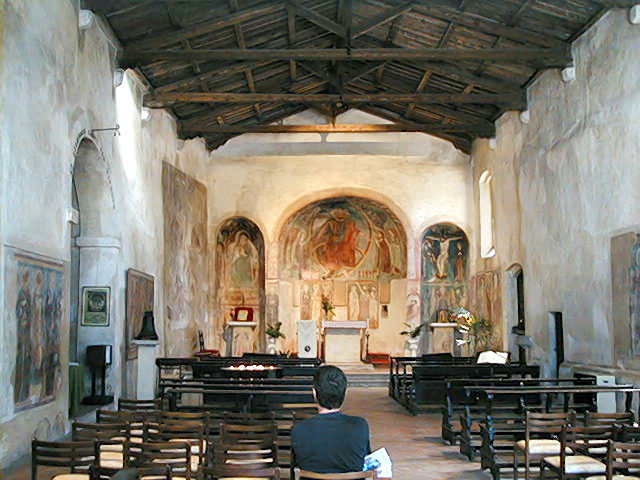
Інтер'єр церкви
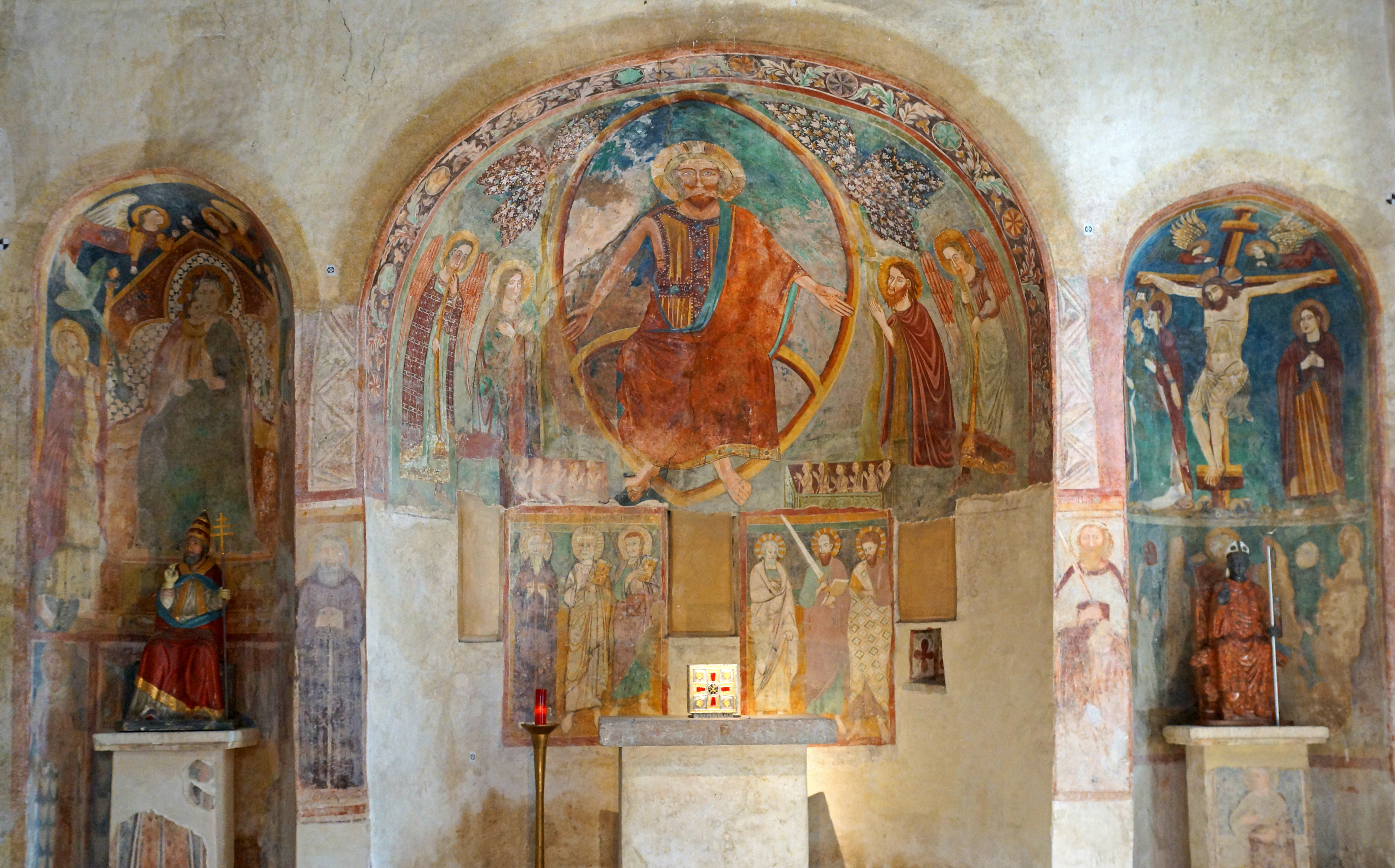
Фрески в апсидах
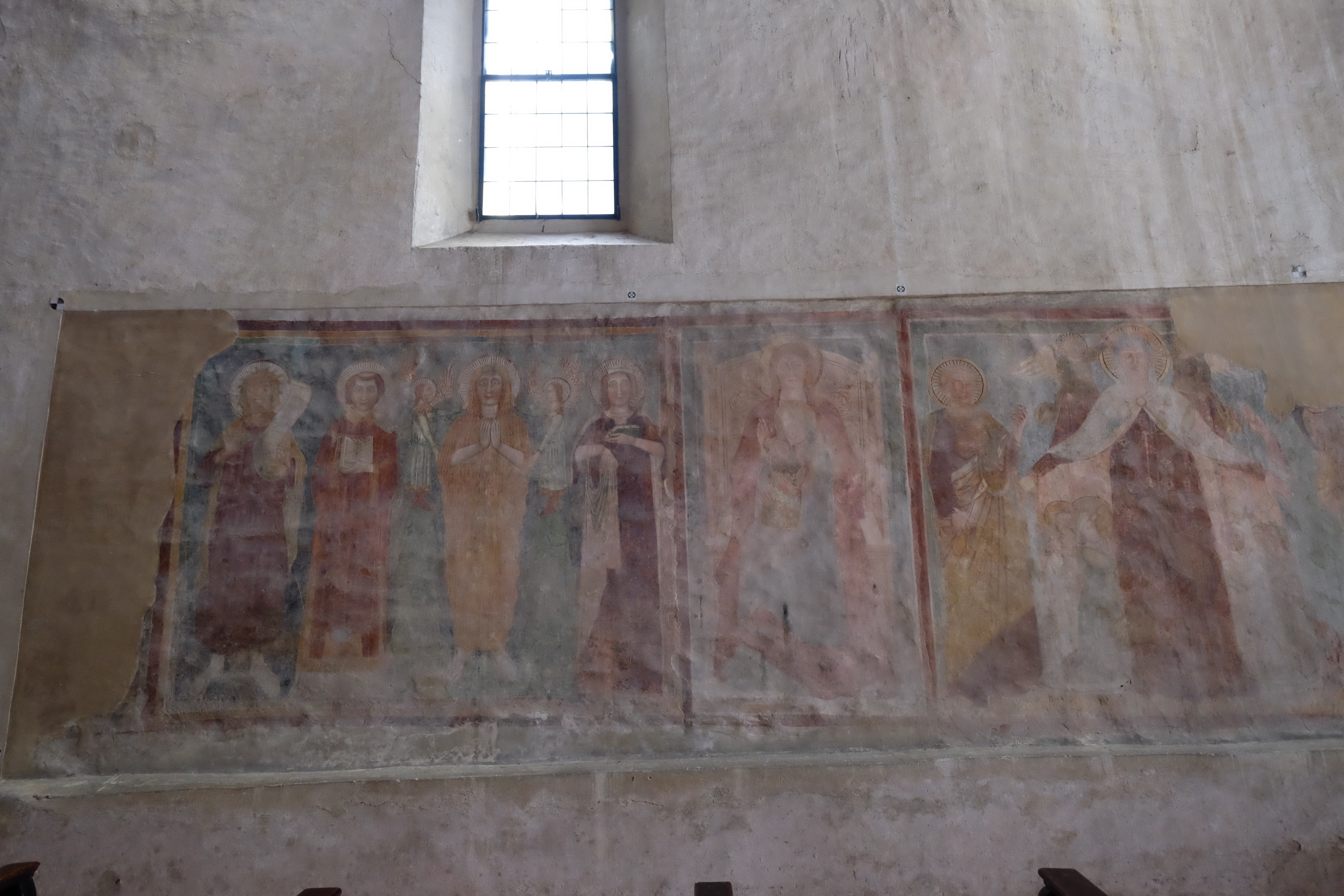
Фрески на стіні
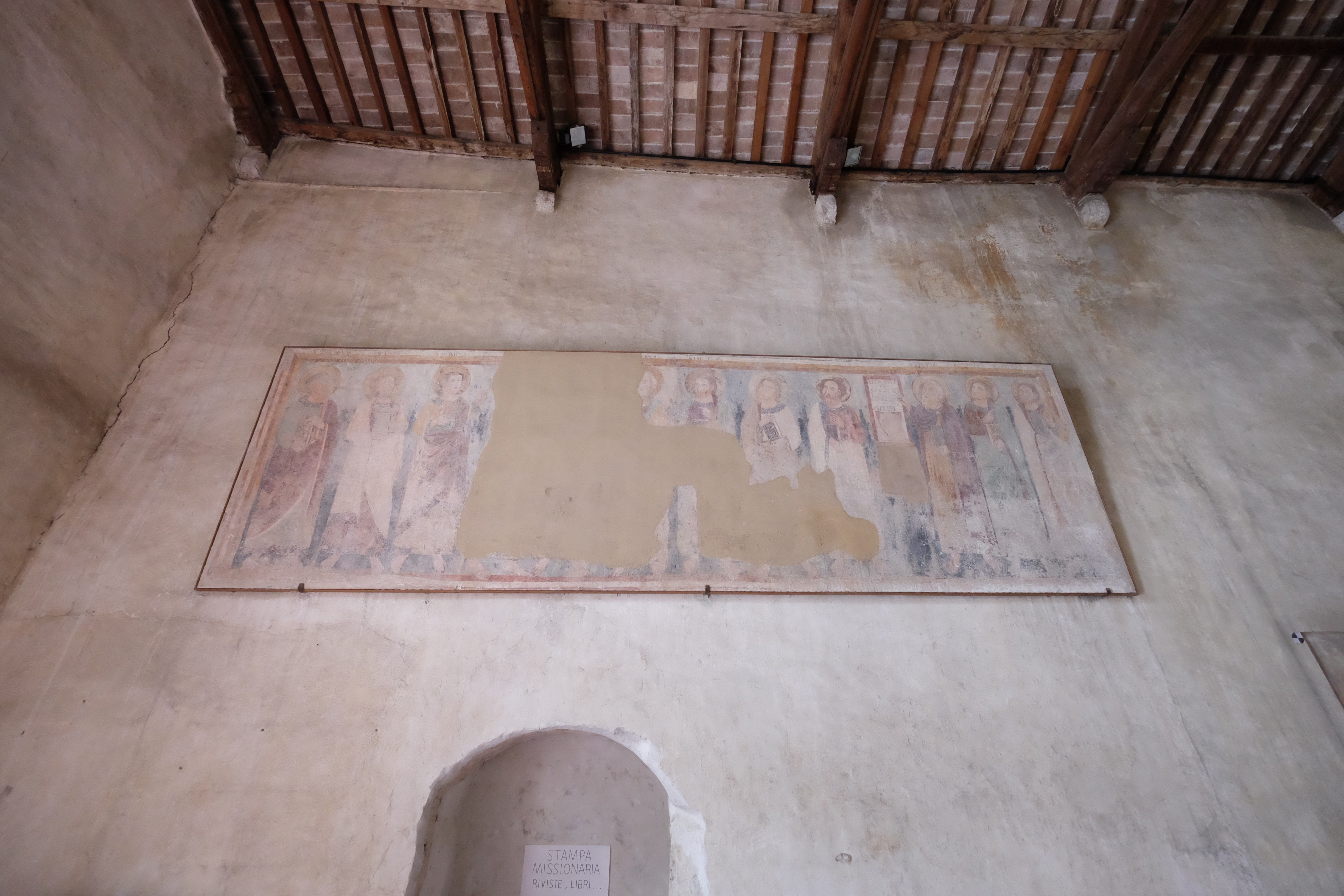
Фрески
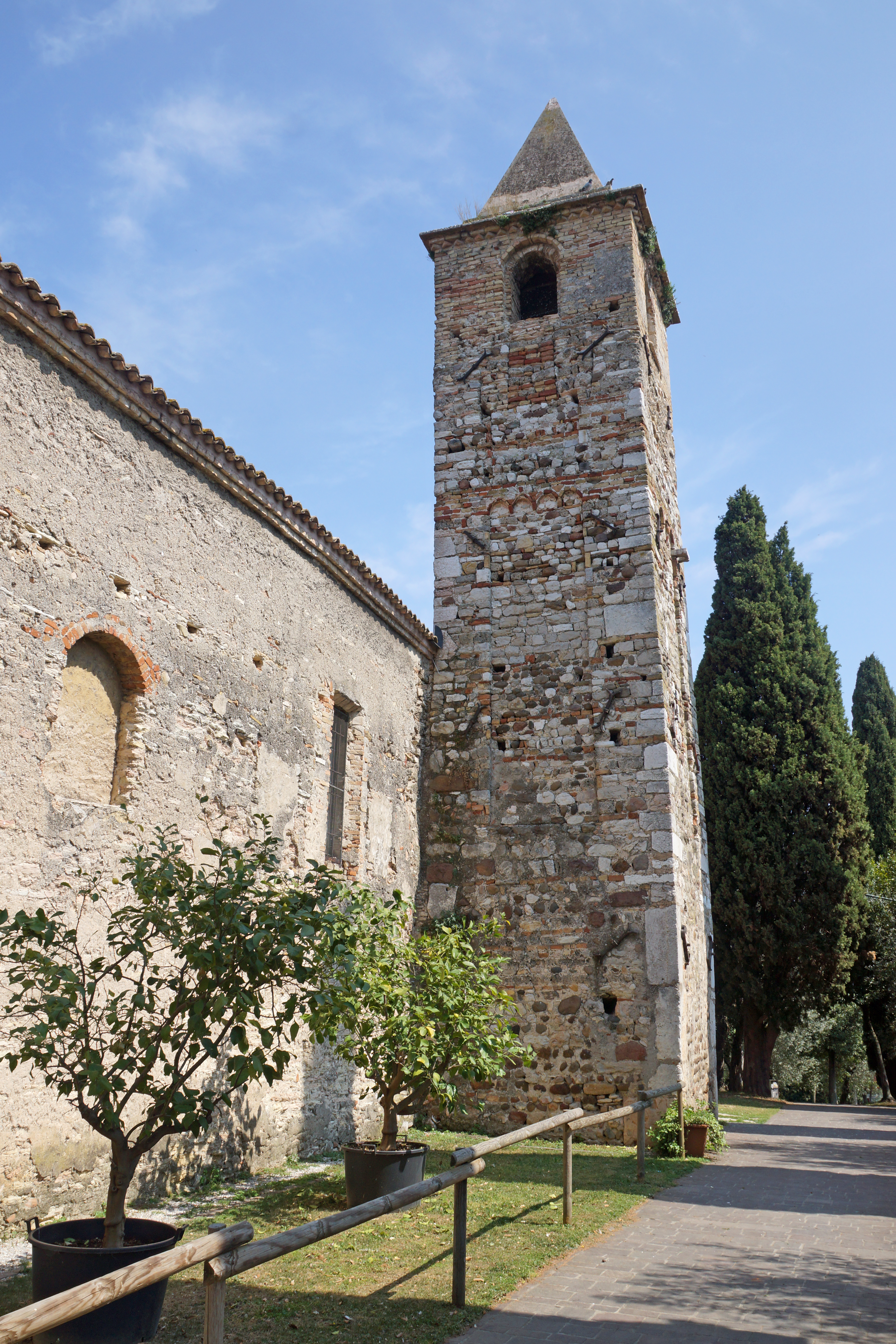
Дзвіниця